# Kristo Frashëri
Kristo Frashëri (Istanbul, 4 dicembre 1920 – Tirana, 31 gennaio 2016) è stato uno storico albanese.

## Biografia
Nacque a Istanbul il 4 dicembre 1920 da Anastas Frashëri e Evdhoksi Tole e vi fu battezzato, avendo come padrino Dhimitër Noli, fratello di Fan Stilian Noli. Il padre tornò in patria nel 1924 durante il governo Noli e fu raggiunto dalla famiglia a Tirana nel 1927. Terminò gli studi liceali intorno al 1940 e si iscrisse alla Facoltà di Scienze economiche dell'Università degli Studi di Firenze, dovendo abbandonare gli studi nel 1942 in seguito all'esilio imposto dalle autorità fasciste. Durante la seconda guerra mondiale fece parte dell'Esercito di Liberazione Nazionale.
Nel dopoguerra ha lavorato presso la Banca d'Albania e nel 1951 si è iscritto presso la Facoltà di Storia e Filologia dell'Istituto pedagogico superiore, laureandosi nel 1955. Dopo la laurea ha continuato a lavorare presso lo stesso istituto e poi presso l'Istituto delle scienze, anche dopo la confluenza di entrambi nell'Università di Tirana nel 1957.
Esiliato a Përmet nel 1966, tornò a lavorare presso l'ateneo della capitale albanese nel 1971 fino alla pensione nel 1990. Nel 1997 è divenuto vicepresidente dell'Accademia delle Scienze dell'Albania.
Ha avuto due figli: Gjergj e Zana.
È morto il 31 gennaio 2016 a Tirana.

## Opere
- (SQ) Kristo Frashëri, Rilindja kombëtare Shqiptare me rastin e 50 vjetorit të shpalljes së pavarësisë kombëtare, 1912-28 Nëndor-1962, Shtëpia Botuese Naim Frashëri, 1962.
- (EN) Kristo Frashëri, The History of Albania (A Brief Survey), Tirana, 1964. URL consultato l'11 gennaio 2025.
- (SQ) Kristo Frashëri, Gjergj Kastrioti Skënderbeu - Jeta dhe Vepra (1405-1468), Toena, 2002, ISBN 978-99-9271-627-4.
- (SQ) Kristo Frashëri, E vërteta mbi Shqiptarët e Maqedonisë, Dudaj, 2010, ISBN 978-99-9430-144-7.
- (SQ) Kristo Frashëri, Lidhja Shqiptare e Prizrenit (1878-1881), Tirana, Accademia delle Scienze dell'Albania, 2012, ISBN 978-99-9561-048-7.
- (SQ) Kristo Frashëri, Historia e Dibrës, Tirana, Botimet M & B, 2012, ISBN 978-99-9560-482-0.
- (SQ) Kristo Frashëri, Etnogjeneza e Shqiptarëve, Botimet M & B, 2013, ISBN 978-99-2817-211-2.
- (SQ) Kristo Frashëri, Principata e Arbërisë 1190-1215, Botimet M & B, 2014, ISBN 978-99-2817-243-3.
- (SQ) Kristo Frashëri, Historia e Çamërisë, UET Press, 2015, ISBN 978-99-2819-056-7.